# 月島ホールディングス
月島ホールディングス株式会社（つきしまホールディングス、英: TSUKISHIMA HOLDINGS CO., LTD.）は、東京都中央区に本社を置く機械メーカーグループの持株会社。東京証券取引所プライム市場上場。2023年4月に月島機械株式会社より商号変更し、持株会社制に移行した。

## 概要
1905年（明治38年）8月創業の機械メーカーで水環境事業と産業事業を主な事業としている。
水環境事業では浄水場および下水処理場の脱水設備や乾燥設備、焼却設備など汚泥処理プラントの設計・建設やPFI、DBO事業などを行っており、産業事業では化学、鉄鋼、食品など各種プラントの設計・建設や真空装置および関連部品の製造、一般廃棄物および産業廃棄物処理事業などを行っている。
みどり会の会員企業であり三和グループに属している。

## 沿革
- 1905年（明治38年）8月 - 東京月島機械製作所として創業。
- 1919年（大正8年）5月 - 株式会社に組織変更し、月島機械株式会社を設立。
- 1937年（昭和12年）12月 - 第二月島機械株式会社を合併。
- 1944年（昭和19年）3月 - 月島機械鋳工株式会社を合併。
- 1949年（昭和24年）5月 - 東京証券取引所に株式を上場。
- 1961年（昭和36年）10月 - 大阪証券取引所市場第二部に株式を上場。
- 2005年（平成17年）3月 - 日鉄化工機株式会社（現・月島環境エンジニアリング株式会社）を子会社化。
- 2008年（平成20年）12月 - 月島不動産株式会社を吸収合併。
- 2012年（平成24年）7月 - 月島テクノマシナリー株式会社を吸収合併。
- 2023年（令和5年）4月 - 持株会社に移行し、月島ホールディングス株式会社に商号変更。水環境事業は月島アクアソリューション株式会社、産業事業は（新）月島機械株式会社（旧・月島マシンセールス株式会社）が承継[4]。

## 関連会社
- 月島機械株式会社（旧・月島マシンセールス株式会社） - 産業事業
  - 本社（東京都中央区）
  - 東京支店・関東支店（東京都中央区）
  - 大阪支店・関西支店（大阪府大阪市中央区）
  - 札幌支店（札幌市北区）
  - 仙台支店（仙台市青葉区）
  - 横浜支店（横浜市中区）
  - 名古屋支店（名古屋市中村区）
  - 福岡支店（福岡市中央区）
  - 広島営業所（広島市中区）
  - 沖縄営業所（沖縄県浦添市）
  - 室蘭工場（北海道室蘭市）
  - 八千代事業所（千葉県八千代市）
  - ハノイ駐在員事務所
  - ジャカルタ駐在員事務所
  - ヨーロッパ駐在員事務所
  - ムンバイ駐在員事務所
- 月島アクアソリューション株式会社 - 水環境事業
- 月島ジェイテクノメンテサービス株式会社
- サンエコサーマル株式会社
- 月島環境エンジニアリング株式会社
- 月島ビジネスサポート株式会社
- 大同ケミカルエンジニアリング株式会社
- 三進工業株式会社
- 寒川ウォーターサービス株式会社
- 尾張ウォーター＆エナジー株式会社
- TSKエンジニアリング タイランド株式会社
- 月島環保機械（北京）有限公司
- BOKELA有限会社
- 月島エンジニアリング マレーシア株式会社
- 月島エンジニアリング シンガポール株式会社
- TSKエンジニアリング 台湾株式会社